# Andouille du Val-d'Ajol
L’andouille du Val-d'Ajol est une charcuterie à base de viande de porc, qui est fumée puis cuite à l'eau. Cette dénomination (marque déposée depuis 1994, non répertoriée par le Code des usages de la charcuterie) désigne une spécialité réputée du Val-d'Ajol, dans les Vosges.

## Description
Authentifiée par une bague, l'andouille du Val-d'Ajol se présente comme une andouille d'une trentaine de centimètres de longueur et de 6 à 8 centimètres de diamètre de couleur brune. Seuls les cinq artisans bouchers charcutiers participant au dépôt de marque et respectant ses prescriptions, tous exerçant sur le territoire du Val-d'Ajol, ont le droit de revendiquer la dénomination « andouille du Val-d'Ajol » et d’apposer au produit la bague certifiant son authentification.
Il n'existe pas d'élaborateur « industriel », mais un artisan charcutier ajolais relevant en principe de la Confédération nationale des charcutiers-traiteurs, peut, éventuellement, confier la revente de son produit, conforme, à une entreprise adhérente à la Fédération française des industriels charcutiers traiteurs (FICT), en certaines occasions et sans qu'il y ait ambigüité.

## Fabrication
Cette andouille vosgienne est confectionnée avec des estomacs et gros intestin de porc cuits (40 %) auxquels on adjoint de la viande maigre de porc (60 %). Après poussage sous un boyau naturel (chaudin de gros calibre), le produit subit un fumage au bois de hêtre.
Les ingrédients utilisés couramment pour sa préparation sont : le sel nitraté, les sucres, des épices et aromates et de l'acide ascorbique; le tout arrosé de vin blanc sec et non fruité (certains blancs d'Alsace ou de Loire, par exemple). Les andouilles sont ensuite égouttées, puis fumées pendant quatre à six heures en moyenne. 
L'andouille mise en vente doit être consommée dans un délai d'un mois. Elle doit être cuite pendant au moins vingt minutes à l'eau frémissante.

## Utilisation
L'andouille est le plus souvent consommée en tranches, froide ou chaude. Par exemple :
- avec des pommes de terre tièdes en salade ;
- avec des haricots rouges et une salade verte ;
- en assiette de charcuterie ;
- grillée ;
- avec de la purée, au four.

## La Foire aux andouilles
La Confrérie des Taste-Andouilles et Gandoyaux du Val-d’Ajol, qui a déposé la marque auprès de l'INPI, perpétue au Val-d'Ajol une foire aux andouilles célébrant la spécialité culinaire locale. La fête comprend des dégustations, des animations, des spectacles musicaux, une exposition de voitures anciennes et un salon du livre régional.
La Confrérie organise un concours littéraire « ouvert à tous les écrivains de langue française, des enfants des écoles aux Académiciens ». Sujet imposé : « l'andouille sous tous ses aspects ». Prix (notamment) : une superbe andouille.
Une foire locale avait été légitimée sous le règne de Louis-Philippe, par ordonnance royale du 6 août 1831, et fixée au troisième lundi de février.  La dénomination « Foire aux andouilles » fut fixée par l’arrêté préfectoral du 5 octobre 1866.

## Le prix littéraire de la Foire aux andouilles
Le Prix de Littérature de L’Andouille appelé aussi le Goncourt de la Charcuterie est ouvert à tous les écrivains de la langue française, des enfants des écoles aux Académiciens. Un sujet imposé : « l’Andouille sous toutes ses aspects ». Les manuscrits devront être obligatoirement rédigés sur du papier sulfurisé de boucherie avec la marque du fournisseur.
|     | Année | Auteur(s)                                                                                    | Œuvre                                    | Ville                                                            |
| 57e | 2024  | Anne-Marie Vincent                                                                           | Poème Aux gastronomes non avertis        | Uxegney (Vosges)                                                 |
| 56e | 2023  | Maryanne Jeandemange                                                                         | Écrit en acrostiches                     | Darnieulles (Vosges)                                             |
| 55e | 2022  | Patrick Haxaire                                                                              | Omelette aux andouilles                  | Padoux (Vosges)                                                  |
| 54e | 2021  | Foire aux andouilles annulée à cause de la pandémie de Covid-19                              |                                          |                                                                  |
| 53e | 2020  | Maryline Georges                                                                             | L'Andouille                              | Archettes (Vosges)                                               |
| 52e | 2019  | Gilles Lorillon                                                                              | Miscellanées sur l'andouille             |                                                                  |
| 51e | 2018  | Jean-Pierre Roussel                                                                          | 50 nuances de porc                       | Éloyes (Vosges)                                                  |
| 50e | 2017  | Laurent Bayart                                                                               | Un amour d'andouille                     | (Alsace)                                                         |
| 49e | 2016  | Olivier de Rincquesen (journaliste à Europe 1) et Philippe Faivre (conseiller départemental) | Suppliques et Ode à l’andouille du lundi | Paris et Le Val d'Ajol (Vosges)                                  |
| 48e | 2015  | Abdelkader Djemaï                                                                            | Le Paradis des papilles                  | (Aubervilliers, Seine-Saint-Denis)                               |
| 47e | 2014  | Jean-Pierre Mougel                                                                           | Les Secrets de l'andouille               |                                                                  |
| 46e | 2013  | Claude Dieudonné                                                                             |                                          |                                                                  |
| 45e | 2012  | Louis Engel                                                                                  |                                          | (Moselle)                                                        |
| 44e | 2011  | Daniel Gérard                                                                                |                                          | (Bruyères, Vosges)                                               |
| 43e | 2010  | Pierre Durupt                                                                                |                                          | (Montigny-lès-Metz, Moselle)                                     |
| 42e | 2009  | Antoine Carolus                                                                              | Sonnet du boyau culier                   | (Dommartemont, Meurthe-et-Moselle)                               |
| 41e | 2008  | Claude Cattey                                                                                |                                          | (Saint-Raphaël, Var)                                             |
| 40e | 2007  | Gabriel Caldefie                                                                             |                                          |                                                                  |
| 39e | 2006  | Gabriel Caldefie                                                                             |                                          | (Manguio, Hérault)                                               |
| 38e | 2005  | Thérèse Seiller                                                                              |                                          | (Épinal, Vosges)                                                 |
| 37e | 2004  | Roland Marx                                                                                  |                                          | (Plainfaing, Vosges)                                             |
| 36e | 2003  | Éric Bernier (paroles) et Daniel Haubry (musique)                                            |                                          | (Val d'Ajol, Vosges)                                             |
| 35e | 2002  | Sophie Lefeuvre                                                                              |                                          | (Suisse)                                                         |
| 34e | 2001  | Annick Simoness                                                                              |                                          | (Suisse)                                                         |
| 33e | 2000  | Benoît du Sault                                                                              |                                          |                                                                  |
| 32e | 1999  | Sylvain Bertrand                                                                             |                                          |                                                                  |
| 31e | 1998  | André Jeanpierre                                                                             |                                          |                                                                  |
| 30e | 1997  | Patrick de Brousse de Montpeyroux                                                            |                                          | (Nancy, Meurthe-et-Moselle)                                      |
| 29e | 1996  | Gérard Aizier et Michel Hocquet                                                              |                                          | (Besançon, Doubs) et (Malzéville, Meurthe-et-Moselle)            |
| 28e | 1995  | Dominique Montesinos                                                                         |                                          | (Neufchâteau, Vosges)                                            |
| 27e | 1994  | Véronique Bure                                                                               |                                          | (Besançon, Doubs)                                                |
| 26e | 1993  | Philippe Olivier                                                                             |                                          | (Paris)                                                          |
| 25e | 1992  | Jean Lourne                                                                                  |                                          | (Saint-Gilles-du-Gard, Gard)                                     |
| 24e | 1991  | Chantal Starck                                                                               |                                          | (Dommartin-les-Remiremont, Vosges)                               |
| 23e | 1990  | Roland Le Bigot                                                                              |                                          | (Belfort, Territoire-de-Belfort)                                 |
| 22e | 1989  | Agnès Falcoz                                                                                 |                                          | (La Bresse, Vosges)                                              |
| 21e | 1988  | Jean-Michel François et André Ville                                                          |                                          | (Mériel, Val-d'Oise) et (Void-Vacon, Meuse)                      |
| 20e | 1987  | Marie-Claude Grapinet                                                                        |                                          | (Commercy, Meuse)                                                |
| 19e | 1986  | Louis Heilli                                                                                 |                                          | (Besançon, Doubs)                                                |
| 18e | 1985  | Georges Taiclet                                                                              |                                          | (Luxeuil-les-Bains, Haute-Saône)                                 |
| 17e | 1984  | Gérard Charut                                                                                |                                          | (Metz, Moselle)                                                  |
| 16e | 1983  | M.-A. Choffel                                                                                |                                          | (Lure, Haute-Saône)                                              |
| 15e | 1982  | Roger Menin                                                                                  |                                          | (Nancy, Meurthe-et-Moselle)                                      |
| 14e | 1981  | Pierre Petitnicolas                                                                          |                                          | (Épinal, Vosges)                                                 |
| 13e | 1980  | Marcel Charles Léon Cordier                                                                  |                                          | (Nancy, Meurthe-et-Moselle)                                      |
| 12e | 1979  | Madeleine Littière                                                                           |                                          | (Bondy, Seine-Saint-Denis)                                       |
| 11e | 1978  | Albert Bruncher                                                                              |                                          | (Épinal, Vosges)                                                 |
| 10e | 1977  | Marie-Rose Pruniaux-Munier et Michel Leclerc                                                 |                                          | (Maron, Meurthe-et-Moselle et Le Val d'Ajol, Vosges)             |
| 9e  | 1976  | Jean Caland                                                                                  |                                          | (Épinal, Vosges)                                                 |
| 8e  | 1975  | Paulette Chenal                                                                              |                                          | (Nancy, Meurthe-et-Moselle)                                      |
| 7e  | 1974  | Gérard Jacques                                                                               |                                          | (Le Val d'Ajol, Vosges)                                          |
| 6e  | 1973  | Louis Jeandel                                                                                |                                          | (Saint-Loup-sur-Semouse, Haute-Saône)                            |
| 5e  | 1972  | Guy Buffet                                                                                   |                                          | (Lyon, Rhône)                                                    |
| 4e  | 1971  | Georges Pierquin et René Caboz                                                               |                                          | (Le Valtin, Vosges et Saint-Nicolas-de-Port, Meurthe-et-Moselle) |
| 3e  | 1970  | Marcel Maffeis                                                                               |                                          | (Thaon-les-Vosges, Vosges)                                       |
| 2e  | 1969  | Claude Mura et Colonel Henri Martin                                                          |                                          | (Colmar, Haut-Rhin et Épinal, Vosges)                            |
| 1e  | 1968  | Pierre Stefan                                                                                |                                          | (Braine, Aisne)                                                  |
|     | 1967  | Georges Richard et Bernard Frèrejacques                                                      |                                          | (Le Val d'Ajol, Vosges et Villegusien, Haute-Marne)              |

## Personnalités rattachées
Lorraine Pierrat